# Conferenza internazionale cattolica dello scautismo
La Conferenza internazionale cattolica dello scautismo (CICS o anche ICCS - CICE - IKKP) è una organizzazione scout mondiale, aderente all'Organizzazione mondiale del movimento scout, che riunisce le associazioni di scautismo cattolico. In Italia ne è membro l'AGESCI. È la corrispondente maschile della Conferenza internazionale cattolica del guidismo (CICG). Comprende 60 associazioni per un totale di 8 milioni di scout.
Gode di uno stato consultivo presso il Comitato scout mondiale e compone il World Scout Inter-religious Forum (WSIF) insieme al Council of Protestants in Guiding and Scouting, International Link of Orthodox Christian Scouts, International Union of Muslim Scouts, International Forum of Jewish Scouts, Won-Buddhism Scout e al World Buddhist Scout Brotherhood.
La CICS è membro dell'OIC, la Conferenza internazionale delle organizzazioni cattoliche e fa parte del Pontificio consiglio per i laici della Santa Sede.

## Storia
Durante il 1º Jamboree mondiale dello scautismo, a Londra, padre Jacques Sevin dalla Francia, Jean Corbisier dal Belgio ed il conte Mario di Carpegna dall'Italia decisero di creare un'organizzazione che raggruppasse tutti gli scout cattolici. Papa Benedetto XV sostenne l'idea, e nel 1922 gli scout cattolici di Argentina, Austria, Belgio, Cile, Ecuador, Francia, Italia, Lussemburgo, Polonia, Spagna and Ungheria crearono quest'organizzazione. Le sue regole furono approvate dal Papa nello stesso anno. La seconda guerra mondiale pose fine a quest'organizzazione. Nel 1946 e nel 1947 i contatti fra le associazioni scout cattoliche furono ristabiliti, e a partire dal 1948 vi furono conferenze ogni anno.
Nel giugno 1962 la Santa Sede approvò gli statuti e la Carta dello scautismo cattolico, e questa organizzazione prese il nome di Conférence internationale catholique du scoutisme. Nel 1977 una nuova costituzione fu approvata dalla Santa Sede.

## Organizzazione
La CICS è organizzata su quattro regioni (che non coincidono con quelle dell'Organizzazione mondiale del movimento scout):
- Africa
- America
- Asia-Pacifico
- Europa-Mediterraneo

Ha un segretariato a Roma.
Fino alla propria conferenza mondiale del 2011 era guidata da un segretario generale. In quell'occasione, la carica è stata sostituita da due co-presidenti, con pari poteri.

## Membri
Possono essere membri della CICS:
- le associazioni scout cattoliche, riconosciute dalla propria Conferenza episcopale, facenti parte di una federazione nazionale riconosciuta dall'Organizzazione mondiale del movimento scout
- le organizzazioni cattoliche (consiglio dei cattolici, gilda dei cattolici, etc. etc.) all'interno di un'associazione scout pluriconfessionale riconosciuta dall'OMMS. Queste organizzazioni devono essere riconosciute sia dall'associazione scout "madre" che dalla relativa Conferenza episcopale.

Possono essere osservatori tutte le associazioni appartenenti all'OMMS che non soddisfano ai requisiti di cui sopra. Anche un'associazione scout temporaneamente sospesa dall'OMMS può rimanere nella CICS con lo status di osservatore.

### Regione Africa
Membri:
- Benin: Scoutisme Béninois
- Burundi: Association des Scouts du Burundi
- Camerun: Les Scouts du Cameroun
- Ciad: Les Scouts du Tchad, appartenente alla Fédération du Scoutisme Tchadien
- Costa d'Avorio: Association des Scouts catholiques de Côte d'Ivoire, appartenente alla Fédération Ivoirienne du Scoutisme
- Gabon: Association des Scouts et Guides Catholiques du Gabon, appartenente alla Fédération Gabonaise du Scoutisme
- Madagascar: Antilin'i Madagasikara, appartenente alla Firaisan'ny Skotisma eto Madagasikara
- Ruanda: Association des Scouts du Rwanda
- Senegal: Association des Scouts et Guides du Sénégal, appartenente alla Confédération Sénégalaise du Scoutisme
- Tanzania: Tanzania Scouts Association, Tanzanian Catholic Conference of Scouting[6]
- Togo: Association Scoute du Togo
- Uganda: The Uganda Scouts Association

Osservatori:
- Angola: Associação de Escuteiros de Angola
- Capo Verde: Associação dos Escuteiros de Cabo Verde
- Etiopia: Ethiopia Scout Association
- Guinea: Association Nationale des Scouts de Guinée, Association Nationale Catholique des Scouts de Guinée
- Kenya: The Kenya Scouts Association
- Mali: Scouts et Guides Catholiques du Mali
- Niger: Association des Scouts du Niger
- Nigeria: Boy Scouts of Nigeria
- Repubblica Democratica del Congo: Fédération des Scouts de la République démocratique du Congo
- Zimbabwe: The Boy Scouts Association of Zimbabwe

### Regione America
Membri:
- Antille Olandesi: Scouting Antiano[6]
- Argentina: Scouts de Argentina, Comisión Pastoral Scout Católica
- Bolivia: Asociación de Scouts de Bolivia
- Brasile: União dos Escoteiros do Brasil
- Canada: Association des Scouts du Canada (affiliata a Scouts Canada)[7]
- Cile: Asociación de Guías y Scouts de Chile, Comisión Pastoral
- Colombia: Asociación Scouts de Colombia, Comisión Nacional Pastoral Scout Católica
- Costa Rica: Asociación de Guías y Scouts de Costa Rica
- Ecuador: Asociación de Scouts del Ecuador
- Haiti: Scouts d'Haïti
- Paraguay: Asociación de Scouts del Paraguay
- Perù: Asociación de Scouts del Perú
- Santa Lucia: The Saint Lucia Scout Association
- Stati Uniti d'America: Boy Scouts of America, National Catholic Committee on Scouting
- Uruguay: Movimiento Scout del Uruguay, Comisión Pastoral

Osservatori:
- El Salvador: Asociación de Scouts de El Salvador

Candidati:
- Messico: Asociación de Scouts de México

### Regione Asia-Pacifico
Membri:
- Corea del Sud: Korea Scout Association, Catholic Scouts of Korea
- Filippine: Boy Scouts of the Philippines, National Catholic Committee on Scouting
- Giappone: Scout Association of Japan, Japan Catholic Conference of Scouting
- Hong Kong: The Scout Association of Hong Kong, Catholic Scout Guild
- Nuova Zelanda: Scouting New Zealand
- Singapore: The Singapore Scout Association, Catholic Scouts of Singapore
- Thailandia: National Scout Organization of Thailand, Ratanakosin Scout Association

Osservatori:
- Australia: Scouts Australia
- Macao: Associação de Escoteiros de Macau

### Regione Europa-Mediterraneo[8]
Membri:
- Austria: Pfadfinder und Pfadfinderinnen Österreichs
- Belgio: Scouts en Gidsen Vlaanderen, appartenente alla Guides and Scouts Movement of Belgium
- Bulgaria: Organizatsia na Bulgarskite Skauty
- Francia: Scouts et Guides de France, appartenente alla Scoutisme Français
- Germania: Deutsche Pfadfinderschaft Sankt Georg, appartenente alla Ring deutscher Pfadfinderverbände
- Giordania: Jordanian Association for Boy Scouts and Girl Guides, Catholic Scouts and Guides – Jordan
- Irlanda: Scouting Ireland, Forum for Catholics in Scouting Ireland
- Israele: Catholic Scout Association in Israel, appartenente alla Israel Boy and Girl Scouts Federation
- Italia: Associazione Guide e Scouts Cattolici Italiani, appartenente alla Federazione Italiana dello Scautismo
- Libano: Les Scouts du Liban, appartenente alla Lebanese Scouting Federation
- Liechtenstein: Pfadfinder und Pfadfinderinnen Liechtensteins
- Lituania: Lietuvos Skautija
- Lussemburgo: Lëtzebuerger Guiden a Scouten, appartenente alla Luxembourg Boy Scouts Association
- Malta: The Scout Association of Malta
- Palestina: Palestinian Scout Association, Palestinian Catholic Scouts of Saint John the Baptist
- Polonia: Związek Harcerstwa Polskiego
- Portogallo: Corpo Nacional de Escutas, appartenente alla Federação Escotista de Portugal
- Regno Unito: The Scout Association, National Catholic Scout Fellowship
- Repubblica Ceca: Junák
- Romania: Organizaţia Naţională Cercetaşii României, Asociaţia Scout Catolică din România
- Slovacchia: Slovenský skauting, Slovensky Scouting Catholic Committee[6]
- Spagna:
  - Movimiento Scout Católico, appartenente alla Federación de Escultismo en España
  - Minyons Escoltes i Guies de Catalunya, appartenente alla Federació Catalana d'Escoltisme i Guiatge
- Svizzera:
  - Gruppo delle Sezioni Scout Cattoliche di Scoutismo Ticino, appartenente al Movimento Scout Svizzero
  - Verband katholischer Pfadfinderinnen und Pfadfinder, appartenente al Movimento Scout Svizzero
- Ungheria: Magyar Cserkészszövetség, Catholic Committee of the Hungarian Scout Association

Osservatori:
- Danimarca: Det Danske Spejderkorps, Hertug Knuds Division
- Egitto: Egyptian Federation for Scouts and Girl Guides, Egyptian Catholic Scout Committee
- Francia: Sœurs de la Sainte-Croix de Jérusalem
- Norvegia: Norwegian Guide and Scout Association, Oslo Don Bosco's Speider
- Paesi Bassi: Scouting Nederland
- Siria: Scouts of Syria
- Slovenia: Združenje slovenskih katoliških skavtinj in skavtov
- Svezia: Svenska Scoutrådet

Candidati:
- Cipro: Cyprus Scouts Association
- Italia: Südtiroler Pfadfinderschaft

## Denominazione
Il nome della CICS nelle sue quattro lingue ufficiali è:
| Lingua   | Sigla | Nome per esteso                                         |
| -------- | ----- | ------------------------------------------------------- |
| Francese | CICS  | Conférence internationale catholique du scoutisme       |
| Inglese  | ICCS  | International Catholic Conference of Scouting           |
| Spagnolo | CICE  | Conferencia Internacional Católica del Escultismo       |
| Tedesco  | IKKP  | Internationale Katholische Konferenz des Pfadfindertums |

La sigla CICS è la più usata.